# Landesvertretung der Freien Hansestadt Bremen (Bonn)

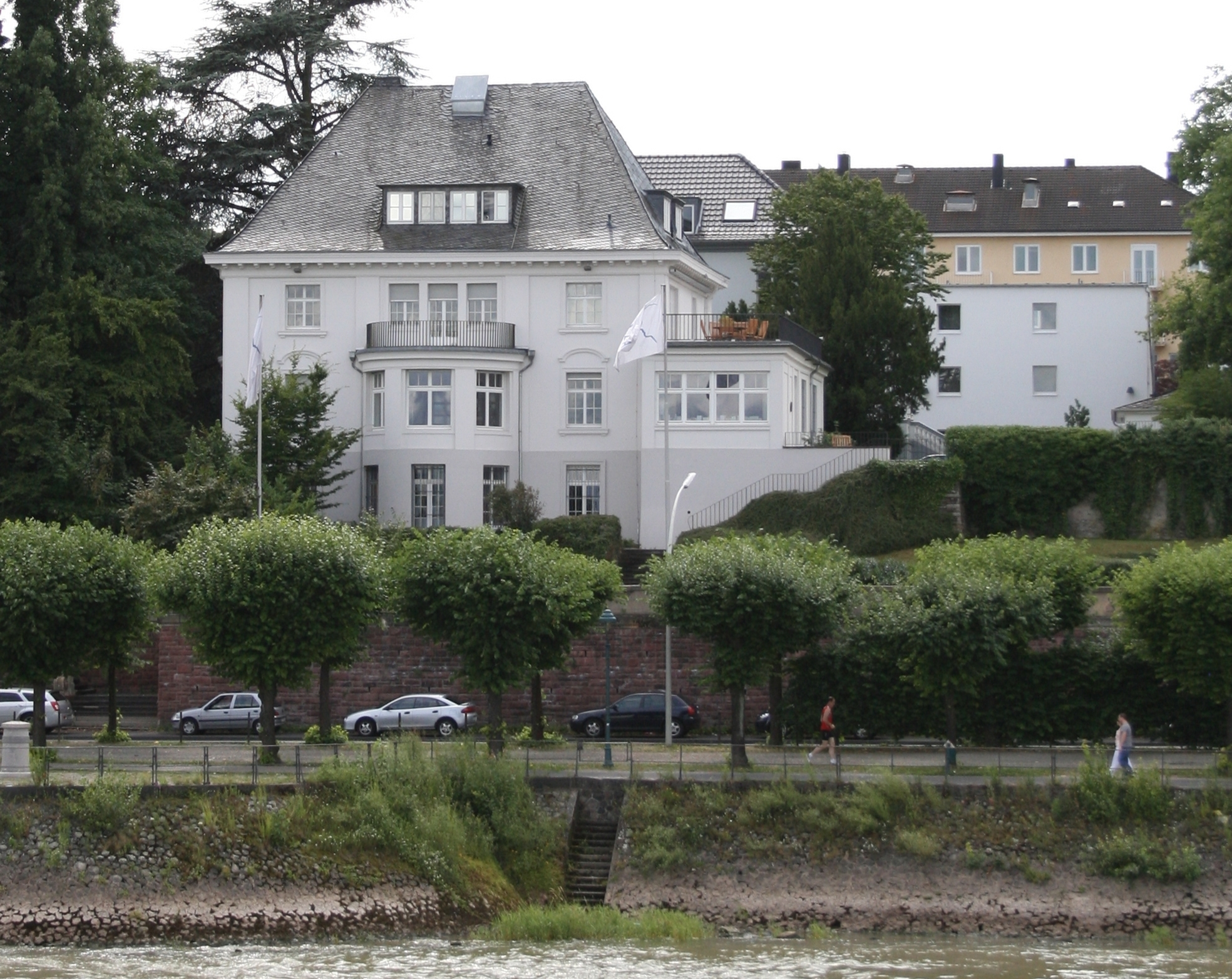
Ehemalige Landesvertretung Bremens (2008)

Die Vertretung der Freien Hansestadt Bremen beim Bund hatte von 1949 bis 1999 ihren Sitz am Bonner Rheinufer im Ortsteil Südstadt. Die ehemaligen Gebäude der Landesvertretung befinden sich an der Schaumburg-Lippe-Straße (Hausnummern 7–9) oberhalb des Rathenauufers.

## Geschichte

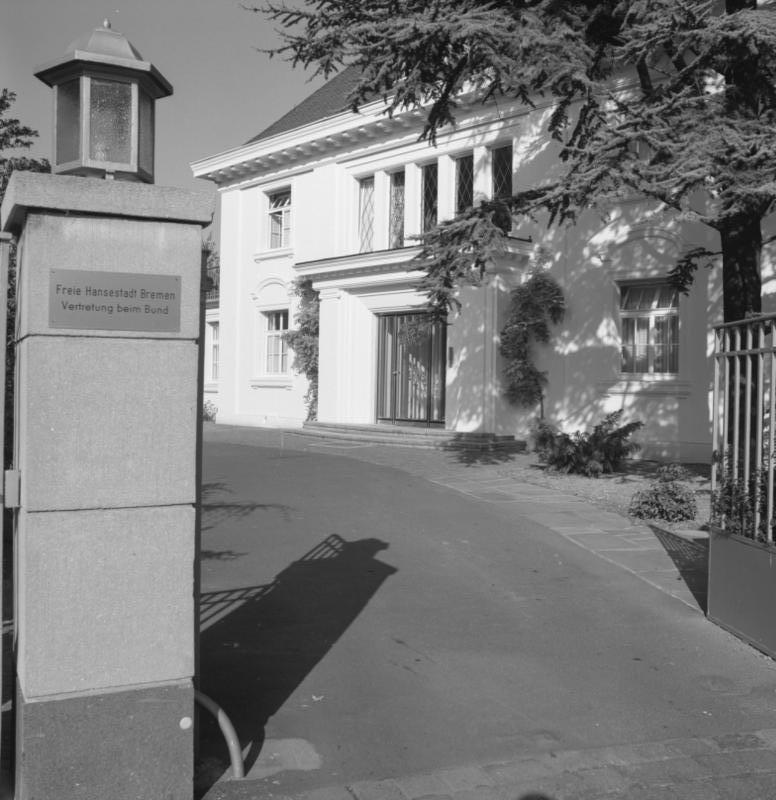
Landesvertretung Bremens (1967)

Die Villa Schaumburg-Lippe-Straße 9 wurde vor 1920 nach einem Entwurf des Architekten Paul Rust (1880–1960) im Reformstil errichtet. Sie war im Krieg zu 35 % zerstört worden und aufgrund des nunmehr fehlenden Dachs den Witterungseinflüssen ausgesetzt. Die Villa befand sich im Besitz von Robert Baums (* 1871), Inhaber einer Uhren- und Goldwaren-Großhandlung sowie ehemaliger Konsul von Mexiko:355. Dieser hatte sich in dem Haus eine Wohnung für den eigenen Bedarf einrichten lassen, aber noch keinen vollständigen Wiederaufbau geleistet.:326 Mitte Juli 1949 gehörte das Anwesen zu den Objekten, die der juristische Referent des Bremischen Bevollmächtigten beim damaligen Wirtschaftsrat des Vereinigten Wirtschaftsgebietes in Frankfurt am Main im Rahmen einer Außenbesichtigung von sechs Gebäuden:319 in die Vorauswahl für die Unterbringung der am vorläufigen bundesdeutschen Regierungssitz neu einzurichtenden Landesvertretung Bremens beim Bund einbezog.:325 f. Der seinerzeitige Staatsrat Wilhelm Haas führte in Bonn entsprechende Kaufverhandlungen, die sich auf die Villa Schaumburg-Lippe-Straße 9 konzentrierten. Am 2. August 1949 stimmte der Senat dem Kauf des Anwesens für einen Preis von 150.000 DM zu, der im September abgeschlossen wurde. Im Kaufvertrag verpflichtete sich Bremen dazu, dem Vorbesitzer auf dem Grundstück ein kleines Wohnhaus im Wert von höchstens 30.000 DM zu errichten, es an ihn zu vermieten und ihm lebenslanges Wohnrecht zu gewähren.:355
Auf Grundlage eines Vertrages vom 4. Oktober 1949 wurde der spätere Bundespräsident Karl Carstens als erster Bevollmächtigter Bremens beim Bund Leiter der neueröffneten Landesvertretung. Die Instandsetzung – insbesondere die Wiederherstellung des Daches – und die Einrichtung des Gebäudes erfolgten nach und nach durch die bremische Bauverwaltung. Im ersten Obergeschoss wurde eine Vierzimmerwohnung für das Ehepaar Carstens und im zweiten Obergeschoss wurden Gästezimmer eingerichtet. Die Innenausstattung bestand unter anderem aus Leihgaben der Bremer Kunsthalle.:327 Besondere Gesellschaftsräume fehlten zunächst.:326 Im Oktober 1950 wurde die neue Landesvertretung eingeweiht. An dem für den Vorbesitzer Baums zu errichtenden Wohnhaus waren aufgrund zwischenzeitlicher Baukostensteigerungen Abstriche in der Ausstattung vorgenommen worden. Nach der Fertigstellung des Baus am 1. November 1950 verweigerte Baums daher bis Januar 1951 den Bezug und warf Bremen vor, das Haus absichtlich primitiv hergerichtet zu haben, um es nach seinem Tode wieder abreißen zu lassen.:326
Ab Anfang April 1950 ankerte vor der Landesvertretung das Hotelschiff Knurrhahn des Norddeutschen Lloyds, ein ehemaliges Wohnschiff der Kriegsmarine mit 75 Betten und öffentlichem Restaurant. Ab 1954 folgten verschiedene Umbauten des Gebäudes. 1973 wurde zusätzlich für die Landesvertretung die Villa Schaumburg-Lippe-Straße 7 angemietet. 1976 eröffnete die Vertretung im Untergeschoss eine Kellerbar, die unter dem Namen Kajüte als vielgenutzter Verhandlungsort in den folgenden Jahren bekannt wurde. Dabei handelte es sich um eine Einrichtung der Bremerhavener Werft, die im maritimen Stil mit Bullaugen und Schiffsglocke ausgestattet war.
Im Zuge der Verlegung des Parlaments- und Regierungssitzes zog die Bremer Landesvertretung mit zuletzt 25 Mitarbeitern 1999 nach Berlin um. Bereits 1998 hatte Bremen die Villa Schaumburg-Lippe-Straße 9 für 4,5 Millionen Euro an die Deutsche Poststiftung veräußert, die ebenfalls die von Bremen zuvor gemietete Villa Schaumburg-Lippe-Straße 7 erwarb und in beiden Gebäude heute ihr Institut zur Zukunft der Arbeit betreibt. Einem Umbau in jüngerer Zeit (Stand: 2013) am Haus Schaumburg-Lippe-Straße 9 fiel die Eingangstür mit dem Bremer Wappen zum Opfer.